# Tir à la corde aux Jeux olympiques de 1900
Navigation
Édition suivante
Une épreuve de tir à la corde fut disputée à l'occasion des Jeux olympiques d'été de 1900 à Paris. Seulement deux équipes ont participé à la compétition, une Équipe mixte à forte dominante française et une équipe mixte composée d'athlètes suédois et danois. L'équipe des États-Unis fut quant à elle forfait en raison du calendrier sportif trop chargé.

## Participants
- Deux équipes mixtes :
  -  France (5) +  Colombie (1)
  -  Suède (3) +  Danemark (3)

## Tableau des médailles
| Rang | Pays         | Médaille d'or | Médaille d'argent | Médaille de bronze | Total |
| 1    | Équipe mixte | 1             | 0                 | 0                  | 1     |
| 2    | Équipe mixte | 0             | 1                 | 0                  | 1     |

## Résultats
L'équipe mixte composée de Suédois et de Danois remporta facilement le match face à l'équipe mixte à dominante française, en deux manches.

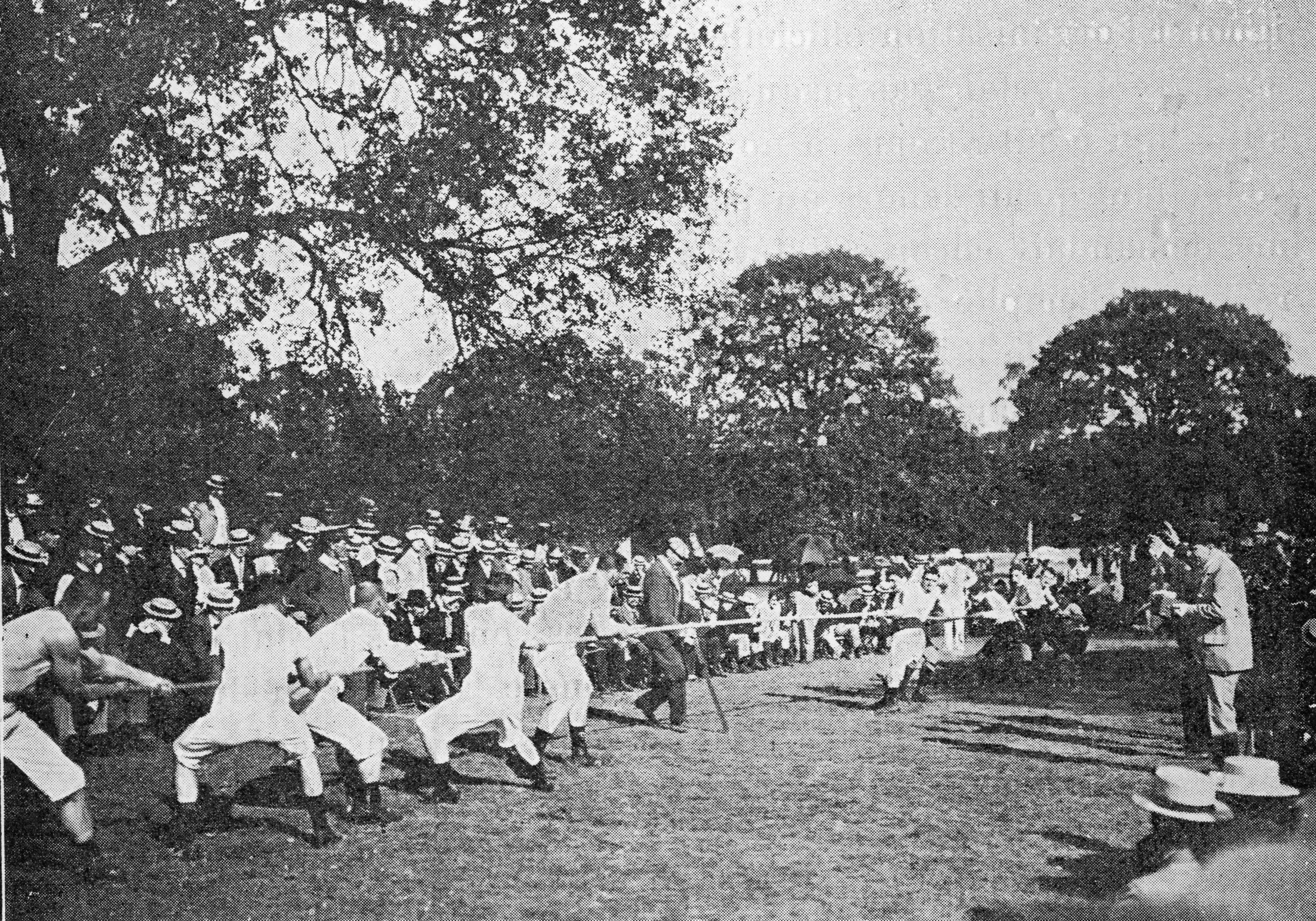
L'épreuve du tir à la corde aux jeux de Paris en 1900 (les Français et le Colombien en blanc, face aux Scandinaves).

| Or                                                                                                  | Argent | Bronze        |
| Équipe mixte Edgar Aabye August Nilsson Eugen Schmidt Gustaf Söderström Karl Staaf Charles Winckler | Équipe mixte Roger Basset Jean Collas Charles Gondouin Francis Henriquez de Zubiría Joseph Roffo Émile Sarrade | Non attribuée |